# XBlade
XBlade, pronunciato "Cross Blade", è un manga scritto da Tatsuhiko Ida ed illustrato da Satoshi Shiki. È stato serializzato sulla rivista giapponese Monthly Shōnen Sirius dal 2007 al 2011 e i singoli capitoli sono stati poi raccolti in 12 volumi tankōbon. L'edizione italiana è pubblicata da GP Manga, mentre in Francia l'opera è curata da Pika Édition.
Un sequel intitolato XBlade Cross è stato pubblicato sempre su Monthly Shōnen Sirius tra il 2011 e il 2013 e poi compilato in otto volumi. L'opera è pubblicata in Italia da GP Manga fino al volume 3 e dal Goen dal volume 4 in poi.

## Trama
Una catastrofe colpisce la città di Tokyo uccidendo due milioni di persone. L'unico superstite del cataclisma è un giovane ragazzo di nome Harumi Morisaki. Quattro anni dopo l'accaduto, Haru incontra Mana, una giovane ragazza in grado di trasformarsi in katana.

## Volumi

### XBlade
| Nº | Titolo italiano | Data di prima pubblicazione             | Data di prima pubblicazione             |
| Nº | Titolo italiano | Giapponese                              | Italiano                                |
| 1  | XBlade 1 | 23 marzo 2007 ISBN 978-4-06-373064-7    | 7 marzo 2010 ISBN 978-88-6468-366-9     |
| 1  | Capitoli - 1. Un incontro inaspettato - 2. Mana - 3. Vita o morte                                                             |                                         |                                         |
| 2  | XBlade 2 | 6 settembre 2007 ISBN 978-4-06-373083-8 | 18 aprile 2010 ISBN 978-88-6468-367-6   |
| 2  | Capitoli - 4. Buona e cattiva sorte - 5. Metamorfosi - 6. Vento di sangue - 7. Poema sublime - 8. Banchetto - 9. Reminiscenza |                                         |                                         |
| 3  | XBlade 3 | 22 febbraio 2008 ISBN 978-4-06-373101-9 | 20 giugno 2010 ISBN 978-88-6468-368-3   |
| 3  | Capitoli - 10. Lamento - 11. Movimento fetale - 12. Sentenza - 13. Colpo - 14. Libellula                                      |                                         |                                         |
| 4  | XBlade 4 | 23 giugno 2008 ISBN 978-4-06-373121-7   | 22 agosto 2010 ISBN 978-88-6468-369-0   |
| 4  | Capitoli - 15. Natura demoniaca - 16. Karma - 17. Accelerazione - 18. Volo                                                    |                                         |                                         |
| 5  | XBlade 5 | 21 novembre 2008 ISBN 978-4-06-373144-6 | 24 ottobre 2010 ISBN 978-88-6468-370-6  |
| 5  | Capitoli - 19. Rumore di passi - 20. Luce solare - 21. Attacco - 22. Determinazione                                           |                                         |                                         |
| 6  | XBlade 6 | 23 aprile 2009 ISBN 978-4-06-373155-2   | 5 dicembre 2010 ISBN 978-88-6468-371-3  |
| 6  | Capitoli - 23. Yomi - 24. Il confine - 25. Chigaeshi - 26. Separazione                                                        |                                         |                                         |
| 7  | XBlade 7 | 23 luglio 2009 ISBN 978-4-06-373180-4   | 19 dicembre 2010 ISBN 978-88-6468-372-0 |
| 7  | Capitoli - 27. Orgoglio - 28. Scontro - 29. Il cavaliere - 30. Visioni                                                        |                                         |                                         |
| 8  | XBlade 8 | 23 ottobre 2009 ISBN 978-4-06-373191-0  | 27 febbraio 2011 ISBN 978-88-6468-373-7 |
| 8  | Capitoli - 31. Il suono della pioggia - 32. Uno strappo nel cielo - 33. Demoni - 34. Sorriso                                  |                                         |                                         |
| 9  | XBlade 9 | 23 febbraio 2010 ISBN 978-4-06-376208-2 | 24 aprile 2011 ISBN 978-88-6468-374-4   |
| 9  | Capitoli - 35. Notte stregata - 36. Ripresa - 37. La fortezza - 38. Assalto                                                   |                                         |                                         |
| 10 | XBlade 10 | 9 luglio 2010 ISBN 978-4-06-376226-6    | 18 giugno 2011 ISBN 978-88-6468-375-1   |
| 10 | Capitoli - 39. Danza folle - 40. Ragno - 41. Il rettore - 42. Aldilà                                                          |                                         |                                         |
| 11 | XBlade 11 | 8 ottobre 2010 ISBN 978-4-06-376238-9   | 30 agosto 2011 ISBN 978-88-6468-513-7   |
| 11 | Capitoli - 43. Eclissi - 44. Cane randagio - 45. Yagyu - 46. Due facce                                                        |                                         |                                         |
| 12 | XBlade 12 | 9 febbraio 2011 ISBN 978-4-06-376251-8  | 22 ottobre 2011 ISBN 978-88-6468-514-4  |
| 12 | Capitoli - 47. Chiamata in arrivo - 48. Calpestare le ombre - 49. Yasha - 50. Il cielo cade                                   |                                         |                                         |

### XBlade Cross
| Nº | Titolo italiano                                                                               | Data di prima pubblicazione            | Data di prima pubblicazione              |
| Nº | Titolo italiano                                                                               | Giapponese                             | Italiano                                 |
| 1  | XBlade Cross 1                                                                                | 8 luglio 2011 ISBN 978-4-06-376271-6   | 15 dicembre 2012 ISBN 978-88-6468-942-5  |
| 1  | Capitoli - 1. Rapido come il vento - 2. Bufera - 3. Muro divisorio - 4. Spostamento d'aria    |                                        |                                          |
| 2  | XBlade Cross 2                                                                                | 9 novembre 2011 ISBN 978-4-06-376302-7 | 3 maggio 2014 ISBN 978-88-6634-590-9     |
| 2  | Capitoli - 5. Ruggito - 6. In mare - 7. Caverne - 8. Aprire gli occhi                         |                                        |                                          |
| 3  | XBlade Cross 3                                                                                | 9 marzo 2012 ISBN 978-4-06-376327-0    | 30 settembre 2014 ISBN 978-88-6634-616-6 |
| 3  | Capitoli - 9. Segreto - 10. In fiamme - 11. L'armata - 12. Illusione                          |                                        |                                          |
| 4  | XBlade Cross 4                                                                                | 9 luglio 2012 ISBN 978-4-06-376349-2   | 3 marzo 2017 ISBN 978-88-6712-648-4      |
| 4  | Capitoli - 13. Il confine - 14. Oltre il confine - 15. Mostri - 16. Spadaccini                |                                        |                                          |
| 5  | XBlade Cross 5                                                                                | 9 novembre 2012 ISBN 978-4-06-376367-6 | 31 marzo 2017 ISBN 978-88-6712-631-6     |
| 5  | Capitoli - 17. Tempesta - 18. In punto di morte - 19. Daikoku - 20. Ouverture                 |                                        |                                          |
| 6  | XBlade Cross 6                                                                                | 8 marzo 2013 ISBN 978-4-06-376386-7    | 24 giugno 2017 ISBN 978-88-6712-698-9    |
| 6  | Capitoli - 21. Serpente e scorpione - 22. Invasione - 23. Grottesco - 24. Attacco ravvicinato |                                        |                                          |
| 7  | XBlade Cross 7                                                                                | 9 agosto 2013 ISBN 978-4-06-376409-3   | 3 febbraio 2018 ISBN 978-88-6712-724-5   |
| 7  | Capitoli - 25. Cattivo presagio - 26. Boato - 27. Incontro casuale - 28. Eternità             |                                        |                                          |
| 8  | XBlade Cross 8                                                                                | 8 novembre 2013 ISBN 978-4-06-376428-4 | 25 maggio 2019 ISBN 978-88-6712-757-3    |
| 8  | Capitoli - 29. Amici - 30. Turbine - 31. Cambiamento - Finale. Raggi del sole                 |                                        |                                          |